# Hagenbachia brasiliensis
Hagenbachia brasiliensis är en sparrisväxtart som beskrevs av Christian Gottfried Daniel Nees von Esenbeck och Carl Friedrich Philipp von Martius. Hagenbachia brasiliensis ingår i släktet Hagenbachia och familjen sparrisväxter. Inga underarter finns listade i Catalogue of Life.